# Heliocypha biseriata
Heliocypha biseriata là loài chuồn chuồn trong họ Chlorocyphidae. Loài này được Selys mô tả khoa học đầu tiên năm 1859.